# Skály (district de Písek)
Pour les articles homonymes, voir Skály.
Skály (en allemand : Skal) est une commune du district de Písek, dans la région de Bohême-du-Sud, en République tchèque. Sa population s'élevait à 290 habitants en 2020.

## Géographie
Skály se trouve à 5 km au nord-ouest du centre de Protivín, à 10 km au sud de Písek et à 98 km au sud de Prague.
La commune est limitée par Heřmaň au nord, par Protivín à l'est, et par Pohorovice au sud et par Drahonice et Ražice à l'ouest.

## Histoire
La première mention écrite du village date de 1365.

## Patrimoine
Skály possède quelques fermes du style populaire inspiré du baroque, nommé Selské baroko en langue locale.

## Transports
Par la route, Skály se trouve à 6 km de Protivín , à 14,5 km de Písek, à 43 km de České Budějovice et à 139 km de Prague.